# Wolfgang Lukschy
Wolfgang Lukschy, född 19 oktober 1905 i Berlin, Kejsardömet Tyskland, död 10 juli 1983 i Västberlin, var en tysk skådespelare. Han filmdebuterade 1940 och gjorde sin sista roll framför kameran i TV-produktioner 1979.

## Filmografi, urval
- 1941 – Friedrich Schiller - Der Triumph eines Genies
- 1944 – Mina drömmars kvinna
- 1950 – Hamnstadens skuggor
- 1952 – Vi spelar igen
- 1954 – Emil och detektiverna
- 1955 – Det hände i Wien
- 1962 – Den längsta dagen (ej krediterad)
- 1964 – För en handfull dollar
- 1974 – Täcknamn Odessa (ej krediterad)